# جشنواره مستقل فیلم لندن
جشنواره فیلم مستقل لندن یک جشنواره فیلم بریتانیایی است که هرساله در ماه آوریل برگزار می‌شود. این جشنواره توسط اریش شولتز تأسیس شد و در بررسی فیلم‌های مستقل کم‌هزینه تخصص دارد. این جشنواره شامل یک رقابت فیلمنامه‌نویسی و نمایشگاهی برای توزیع فیلم‌ها است.

## تاریخچه
جشنواره فیلم مستقل لندن که در سال ۲۰۰۴ تأسیس شد، محلی برای نمایش بیش از ۱۰۰ فیلم مستقل است. این آثار در یک دوره دو هفته‌ای در ماه آوریل، در سینمای جنسیس (لندن) به نمایش گذاشته می‌شوند.

## جوایز
ارسال آثار برای جوایز از طریق پورتال آنلاین فیلم فری‌وی صورت می‌گیرد و از ماه اکتبر آغاز شده و در فوریه سال بعد به پایان می‌رسد. هزینه‌ها از ۶۵ پوند برای فیلم‌های بلند تا ۲۵ پوند برای فیلم‌های کوتاه متغیر است.
دسته‌بندی‌های جوایز عبارتند از:
- بهترین فیلم بلند کم‌هزینه (بیش از ۱۰۰ هزار پوند)
- بهترین فیلم بلند با بودجه فوق کم (زیر ۱۰۰ هزار پوند)
- بهترین فیلم بلند بدون بودجه (زیر ۱۰ هزار پوند)
- بهترین فیلم بلند بریتانیایی
- بهترین مستند
- بهترین فیلم علمی-تخیلی / ترسناک
- بهترین کارگردان زن فیلم بلند
- بهترین فیلم ال‌جی‌بی‌تی
- بهترین فیلم کوتاه
- بهترین فیلم کوتاه بریتانیایی
- بهترین مستند کوتاه
- بهترین فیلم کوتاه انیمیشنی
- بهترین فیلم کوتاه تجربی
- بهترین فیلم کوتاه کوتاه
- بهترین فیلم ترسناک / علمی-تخیلی کوتاه
- بهترین ویدیو موسیقی